# Вольфрамат свинца(II)
Вольфрама́т свинца́(II) — неорганическое соединение, свинцовая соль вольфрамовой кислоты. Бесцветные (прозрачные) тетрагональные кристаллы, практически нерастворимые в воде. Имеют одну из самых больших плотностей среди солей.

## Получение
Вольфрамат свинца получают взаимодействием растворов вольфрамата натрия и нитрата свинца(II). Также вместо нитрата свинца возможно использование ацетата свинца(II).
Вольфрамат свинца выпадает в осадок, после чего его можно отфильтровать и промыть.

## Применение
Вольфрамат свинца является кристаллическим сцинтиллятором, то есть кристаллом, способным светиться под воздействием ионизирующего излучения. Сцинтилляционные элементы с вольфраматом свинца в качестве сцинтиллятора используются для регистрации и спектроскопии ионизирующих излучений (заряженных частиц, гамма-квантов и т.п.). Благодаря большому заряду ядер свинца и вольфрама вольфрамат свинца эффективно поглощает гамма-кванты, поэтому он часто используется как сцинтиллятор в составе электромагнитных калориметров в ускорительных экспериментах в физике высоких энергий (в частности, в ряде экспериментов на Большом адронном коллайдере в ЦЕРНе).
Также используется как белый пигмент, люминесцентный материал и в производстве полупроводников.

## Нахождение в природе
Минерал штольцит состоит из вольфрамата свинца(II) с небольшими примесями других элементов.